# The Trilogy Vinyl
The Trilogy Vinyl è un disco dei Melvins, pubblicato nel 2000 dalla Ipecac Recordings. Il disco è stato pubblicato in versione limitata, triplo vinile, picture disc, e raccoglie gli album The Maggot (1999), The Bootlicker (1999) e The Crybaby (2000). Da quest'ultimo album sono stati eliminati alcuni pezzi, che vengono comunque erroneamente riportati sulla copertina del terzo disco.

## Formazione
- Buzz Osborne - voce, chitarra, basso
- Kevin Rutmanis - basso, armonica a bocca, voce, chitarra
- Dale Crover - batteria, percussioni, chitarra, voce

## Altri musicisti
- Eric Peterson - pianoforte in Prig (disco due, parte B)
- Leif Garrett - voce in Smells Like Teen Spirit (disco tre, parte A)
- David Yow - voce in Blockbuster (disco tre, parte A)
- Hank Williams III - chitarra e voce in Ramblin' Man (disco tre, parte A)
- Henry Bogdan - chitarra in Ramblin' Man (disco tre, parte A)
- Mike Patton - voce, sampler, chitarra e percussioni in G.I. Joe (disco tre, parte A)
- J. G. Thirlwell - voce e sampler in Mine Is No Disgrace (disco tre, parte A)
- Eric Sanko - chitarra e voce in Spineless (disco tre, parte B)
- Rick Lee -  trash e sampler in Spineless (disco tre, parte B)
- Amanda Ferguson - voce in Spineless (disco tre, parte B)
- Bruce Bromberg - chitarra in Spineless (disco tre, parte B)
- Adam Jones - chitarra in Divorced (disco tre, parte B)
- Justin Chancellor - basso in Divorced (disco tre, parte B)
- Danny Carey - batteria in Divorced (disco tre, parte B)
- Maynard James Keenan - voce in Divorced (disco tre, parte B)

## Tracce

### Disco uno, lato A
1. amazon (Osborne) - 0:50
2. amazon (Osborne) - 0:51
3. AMAZON (Osborne) - 2:50
4. AMAZON (Osborne) - 2:53
5. we all love JUDY (Osborne) - 1:14
6. we all love JUDY (Osborne) - 1:17
7. manky (Osborne) - 3:41
8. manky (Osborne) - 3:45

### Disco uno, lato B
1. the green manalishi (with the two pronged crown) (Peter Green) - 3:27
2. the green manalishi (with the two pronged crown) (Peter Green) - 3:27
3. the horn bearer (Osborne) - 1:12
4. the horn bearer (Osborne) - 1:15
5. judy (Osborne) - 1:17
6. judy (Osborne) - 1:18
7. see how pretty, see how smart (Osborne) - 4:29
8. see how pretty, see how smart (Osborne) - 6:04

### Disco due, lato A
1. Toy (Osborne) - 1:09
2. Let It All Be (Osborne) - 10:48
3. Black Santa (Osborne) - 3:41
4. We We (Osborne) - 0:57
5. Up the Dumper (Osborne) - 2:23

### Disco due, lato B
1. Mary Lady Bobby Kins (Osborne) - 3:37
2. Jew Boy Flower Head (Osborne) - 6:06
3. Lone Rose Holding Now (Osborne) - 2:23
4. Prig (Osborne) - 8:47

### Disco tre, lato A
1. Smells Like Teen Spirit (Nirvana) - 5:01
2. Blockbuster (The Jesus Lizard) - 3:09
3. Ramblin' Man (Hank Williams) - 3:14
4. G.I. Joe (Patton/Rutmanis) - 3:59
5. Mine Is No Disgrace (Osborne/Thirlwell) - 8:21

### Disco tre, lato B
1. Spineless (Skeleton Key) - 4:01
2. Divorced (Crover/Melvins) - 2:00